# Pachydissus camerunicus
Pachydissus camerunicus är en skalbaggsart som beskrevs av Aurivillius 1907. Pachydissus camerunicus ingår i släktet Pachydissus och familjen långhorningar.
Artens utbredningsområde är:
- Angola.
- Gabon.
- Ghana.
- Nigeria.
- Sierra Leone.

Inga underarter finns listade i Catalogue of Life.